# Josip Bervaldi
Josip Bervaldi (Stari Grad, 30. prosinca 1871. – Split, 6. lipnja 1943.) je bio hrvatski katolički svećenik, crkveni povjesničar i arheolog.

## Životopis
Rodio se je u Starom Gradu na otoku Hvaru. U Splitu je pohađao gimnaziju. U Zadru je završio bogosloviju. 
Zaredio se je krajem 1895. godine. Župnikovao je u donjem Poneretvlju. Ondje je odigrao važnu gospodarno-socijalnu ulogu. U selima gdje je bio župnik, u Desanama i Bagalovićima, osnovao je seoske zadruge. 
Poslije su ga crkvene vlasti prebacile za župnika u Solin. Ondje se je dao u crkveno-povjesničarsko-arheološki rad. Proučavao je starokršćanske spomenike u Saloni. Don Frane Bulić, i sam strastveni arheolog i proučavatelj starokršćanskih spomenika u Saloni, poslao je Bervaldija studirati arheologiju u Rim (1907. – 1909.) i Beč (1910.), vidjevši koliko Bervaldija privlači arheologija. 
Kad se Bervaldi vratio u Hrvatsku, premješten je na novo župničko mjesto. Ovog je puta bio Solinu susjedni Vranjic, gdje je bio duhovnikom tijekom triju godina (1913. – 1915.). U tom je razdoblju radio i za Arheološki muzej u Splitu. Iz tog razdoblja (iz 1912.) datira Bervaldijevo najbitnije djelo Kronotaksa solinskih biskupa uz dodatak Kronotaksa spljetskih nadbiskupa (od razorenja Solina do polovice 11. vijeka. Suautor je bio don Frane Bulić. 
Zadrugarstvo nije napustio ni tada. 1914. je sa skupinom ljudi osnovao Zadružni savez za Dalmaciju.
Pisao je za hrvatske tiskovine od kojih valja spomenuti zadarski Narodni list, Bullettino di archeologia e storia dalmata, Zadrugar, splitskog Novo doba, za crnogorsku Prosvjetu iz Cetinja i dr.
Umro je u Splitu pod talijanskom okupacijom 6. lipnja 1943. godine.

## Djela
- Kronotaksa solinskih biskupa
- O narodnom prosvjećivanju
- Sveti Dujam: biskup i mučenik solinski: povijesno-arheološka rasprava
- Alcune osservazioni ai due ultimi opuscoli del sac. Pietro Kaer e del P.G.M. intorno a S. Doimo, vescovo e martine di Saloma